# Норт-Спрінгфілд (Вірджинія)
Норт-Спрінгфілд (англ. North Springfield) — переписна місцевість (CDP) в США, в окрузі Ферфакс штату Вірджинія. Населення — 7430 осіб (2020).

## Географія
Норт-Спрінгфілд розташований за координатами 38°48′10″ пн. ш. 77°12′4″ зх. д. / 38.80278° пн. ш. 77.20111° зх. д. (38.802850, -77.201073).  За даними Бюро перепису населення США в 2010 році переписна місцевість мала площу 4,02 км², з яких 3,99 км² — суходіл та 0,03 км² — водойми.

## Демографія
Згідно з переписом 2010 року, у переписній місцевості мешкали 7274 особи в 2409 домогосподарствах у складі 1791 родини. Густота населення становила 1810 осіб/км².  Було 2480 помешкань (617/км²).
Расовий склад населення:
| - 56,4 % — білих - 21,3 % — азіатів - 6,3 % — чорних або афроамериканців - 0,6 % — корінних американців - 0,1 % — вихідців з тихоокеанських островів - 12,0 % — осіб інших рас |

До двох чи більше рас належало 3,5 %. Частка іспаномовних становила 26,0 % від усіх жителів.
За віковим діапазоном населення розподілялося таким чином: 24,6 % — особи молодші 18 років, 64,6 % — особи у віці 18—64 років, 10,8 % — особи у віці 65 років та старші. Медіана віку мешканця становила 37,8 року. На 100 осіб жіночої статі у переписній місцевості припадало 103,0 чоловіків;  на 100 жінок у віці від 18 років та старших — 101,7 чоловіків також старших 18 років.
Середній дохід на одне домашнє господарство  становив 115 789 доларів США (медіана — 103 971), а середній дохід на одну сім'ю — 124 270 доларів (медіана — 115 640). Медіана доходів становила 47 303 долари для чоловіків та 61 699 доларів для жінок. За межею бідності перебувало 6,3 % осіб, у тому числі 8,0 % дітей у віці до 18 років та 4,9 % осіб у віці 65 років та старших.
Цивільне працевлаштоване населення становило 3822 особи. Основні галузі зайнятості: науковці, спеціалісти, менеджери — 17,9 %, освіта, охорона здоров'я та соціальна допомога — 16,5 %, мистецтво, розваги та відпочинок — 13,9 %, публічна адміністрація — 11,9 %.